# Chadzjidimovo
Chadzjidimovo (bulgariska: Хаджидимово) är en ort i Bulgarien.   Den ligger i kommunen Obsjtina Chadzjidimovo och regionen Blagoevgrad, i den sydvästra delen av landet, 140 km söder om huvudstaden Sofia. Chadzjidimovo ligger 462 meter över havet och antalet invånare är 3 167.
Terrängen runt Chadzjidimovo är kuperad åt sydost, men åt nordväst är den platt. Chadzjidimovo ligger nere i en dal. Närmaste större samhälle är Gotse Deltjev, 12,3 km väster om Chadzjidimovo.
I omgivningarna runt Chadzjidimovo växer i huvudsak blandskog. Runt Chadzjidimovo är det glesbefolkat, med 10 invånare per kvadratkilometer.